# Fort Zeelandia, Guyana
För andra betydelser, se Fort Zeelandia.
Fort Zeelandia ligger på Fortön, en ö i Essequibos delta i regionen Essequibo Islands-West Demerara, Guyana. Fortet är en av de äldsta byggnaderna i Guyana och byggdes 1743 för kolonin Essequibo. Detta ersatte ett äldre träfort som hade uppförts 1726. Fortet ersatte också Fort Kyk-Over-Al som kolonin Essequibos administrativa centrum 1739.

## Beskrivning
Det lilla fortet är en 15x20 meter stor byggnad omgiven av tjocka försvarsmurar. Fortet var en nederländsk försvarsanläggning strategiskt placerad vid Essequibos mynning.

## Historia
Från början av 1700-talet, rekommenderade Essequibo styrande att läget för kolonins administrativa center skulle flyttas efter att holländska bosättarna flyttats till de bördiga flodbankerna.
1726 beslutade man att ett fort skulle uppföras för att skydda nybyggarna och Nederländska Västindiska Kompaniets intressen. 1726, skickades Leslorant, en ingenjör, från Nederländerna för att skapa ett hornverk med en skans av trä samt en stark pallisad på Flaggöns (Vlaggeneiland) nordpunkt. I augusti 1738 inspekterade Laurens Storms van Gravesande, kommendör Gleskerks sekreterare, fortet och rapporterade att byggnaden var på väg att falla samman. Han rekommenderade de nederländska direktörerna att ett bygga ett nytt fort för att skydda kompaniets intressen.  
Byggandet av det nya fortet påbörjades 1740 och med afrikanska slavar som arbetskraft stod fortet klart 1743. Murtegel brändes på platsen. Murbruk och trass importerades från Barbados och Nederländerna. Hela komplexet stod klart först 1749 och byggandet drog ut på tiden på grund av brist på byggnadsmaterial och arbetskraft. Den färdigställda byggnaden tilldelades därefter namnet Fort Zeelandia efter Zeeland i Nederländerna, från vilken många av de ursprungliga bosättarna kommit ifrån.
Den ruterformade designen, av van Gravesande, är lik andra fort byggda i Västafrika under samma tid. Fort Zeelandia består av en stjärnskans med murar, som var tjocka nog att tåla dåtidens starkaste ammunition. Det fanns två plan; det lägre fungerade som ett lager för proviant och ett säkert kruthus medan det övre planet hyste soldaterna, med ett rum för ej underofficerare. 20 skottgluggar fanns på varje våningsplan.

## Ett föreslaget världsarv
Fortet tillsammans med den politiska administrationsbyggnaden sattes den 15 november 1995 upp på Nederländernas tentativa världsarvslista.